# Hrabstwo Livingston (Michigan)
Hrabstwo Livingston (ang. Livingston County) – hrabstwo w stanie Michigan w Stanach Zjednoczonych. Obszar całkowity hrabstwa obejmuje powierzchnię 585,43 mil2 (1 516,27 km²). Według danych z 2010 r. hrabstwo miało 180 967 mieszkańców. Hrabstwo powstało w 1836 roku i nosi imię Edwarda Livingstona - jedenastego sekretarza stanu Stanów Zjednoczonych. Siedziba władz hrabstwa znajduje się w Howell

## Sąsiednie hrabstwa
- Hrabstwo Genesee (północny wschód)
- Hrabstwo Oakland (wschód)
- Hrabstwo Washtenaw (południe)
- Hrabstwo Jackson (południowy zachód)
- Hrabstwo Ingham (zachód)
- Hrabstwo Shiawassee (północny zachód)

## Miasta
- Brighton
- Howell
- Whitmore Lake (CDP)

## Wioski
- Fowlerville
- Pinckney